# Mitsubishi G4M
O Mitsubishi G4M, apelidado pelos aliados de "Betty", foi um avião de guerra japonês da Segunda Grande Guerra. O Mitsubishi G4M era um bombardeiro naval baseado em terra, era muito leve, tinha pouca blindagem e levava muito combustível para aumentar seu alcance de voo. Por essas razões o "Betty" era um alvo fácil, pois com apenas poucos tiros o "Betty" explodia, vindo daí o apelido "isqueiro voador" ("the flying lighter" e outros como: "the one-shot lighter", "the flying Zippo", "the flying cigar").

## Histórico
Apesar de tudo, oMitsubishi G4M foi o avião japonês de seu tipo mais produzido durante a guerra, atuou em toda a região do Pacífico e participou do afundamento dos navios britânicos HMS Repulse e HMS Prince of Wales. O "Betty" também transportou o almirante Isoroku Yamamoto (Yamamoto voou no "Betty" indo em direção a uma armadilha dos aliados, o avião foi abatido e Yamamoto morreu). O "Betty" também transportou a comitiva que assinaria a rendição do Japão.
- Ilustração em três vistas do Mitsubishi G4M.
- Um Mitsubishi G4M lançando um Ohka.

No final de sua carreira o "Betty" foi utilizado para transportar a aeronave kamikaze Ohka.

## Variantes
A primeira produção do G4M foi concluída em abril de 1941 e não foi descontinuada até o final da guerra.
- G4M1 Modelo 11: 1172 exemplares (incluindo protótipos)
- G4M2 modelos 22, 22 Ko e 22 Otsu: 429 exemplares
- G4M2a, modelos 24, 24 Ko, 24 Otsu, 24 Hei e 24 Tei: 713 exemplares
- G4M3 modelos 34 Ko, 34 Otsu e 34 Hei: 91 exemplares
- G6M1: 30 exemplares
- Produção total de todas as versões: 2.435 exemplares